# Le Prince de Motordu
 (août 2014).
Si vous disposez d'ouvrages ou d'articles de référence ou si vous connaissez des sites web de qualité traitant du thème abordé ici, merci de compléter l'article en donnant les références utiles à sa vérifiabilité et en les liant à la section « Notes et références ».
Le Prince de Motordu est une série d'albums illustrés par Pef, fondée en 1980.

## Le principe
Pef crée un personnage qui déforme les mots et les expressions comme le font souvent les enfants. Le texte et ses mots tordus sont illustrés au pied de la lettre ce qui donne un attrait comique et poétique à la série.
Un des ressorts de la série est le remplacement de certains mots par leur paronyme : chapeau au lieu de château, crapaud au lieu de drapeau, etc.

## L'histoire
La belle lisse poire du Prince de Motordu
Premier album de la série, où l'on découvre le principe qui régit l'écriture et les illustrations.
- Le Prince de Motordu mène la belle vie dans son chapeau au-dessus duquel flottent des crapauds bleu, blanc, rouge (le dessin représente un château en forme de chapeau avec des drapeaux en forme de crapauds bleu, blanc et rouge). Il ne s'ennuie jamais l'hiver il fait des batailles de poules de neiges (on voit le prince en train de lancer des poules dans la neige), le soir il joue aux tartes (le prince joue aux cartes avec des parts de tartes). Lorsqu'il fait plus doux, on peut le voir filer sur son râteau à voiles (il est sur l'eau, sur un bateau en forme de râteau)[2].
- Mais voilà qu'un jour ses parents viennent le trouver et lui disent qu'il faut qu'il se marie. Le Prince part alors à la recherche d'une femme.
- Il rencontre une jeune flamme qui cueille des braises des bois, c'est sa future femme, la princesse  Dézécolles - laquelle est institutrice dans une école publique, gratuite et obligatoire, et entreprendra de le soigner de ses mots tordus[3]. Ensuite, ils se marieront et auront beaucoup d'enfants....

Dans la suite de la série, on suit les aventures de la petite famille attachante de Motordu.

## Distinction
En 2013, après consultation de la population de Saint-Ouen-sur-Seine, il a été décidé de nommer l'école primaire de la rue Albert Dhalenne école Pef. La rue attenante a aussi été baptisée rue du Prince de Motordu.

## Titres
- La Belle Lisse Poire du prince de Motordu, Gallimard, 1980.
- Dictionnaire des mots tordus, Gallimard, 1983.
- Les Belles Lisses Poires de France, Gallimard, Folio Cadet Bleu, 1986.
- Le Livre de nattes, Gallimard, Folio Cadet Bleu, 1986.
- L'Ivre de français, Gallimard, Folio Cadet Bleu, 1986.
- Leçon de georavie, Gallimard, Folio Cadet Bleu, 1994.
- Motordu est le frère Noël, Gallimard, coll. Folio Cadet Bleu, 1996.
- Motordu et son père Hoquet, Gallimard, 1997.
- Le Petit Motordu, Gallimard, coll. Folio Benjamin, 1997.
- Motordu as à la télé, Gallimard, 1998.
- Motordu et les Petits Hommes vers, Gallimard, 1998.
- Motordu au pas, au trot, au gras dos Gallimard, 1999.
- Motordu a pâle au ventre, Gallimard, 1999.
- Motordu et le Fantôme du chapeau, Gallimard, Folio Cadet Bleu, 1999.
- Motordu sur la Botte d'azur, Gallimard, Foliot Cadet, 2000 (livre + cassette).
- Motordu champignon olympique, Gallimard, 2000 (livre + cassette).
- Motordu papa, Gallimard, Février 2006 (livre + CD audio)
- Au loup tordu,Gallimard, Mars 2007 (livre + CD audio)
- Motordu et son ami vert cerf, Gallimard.